# Táxi aquático

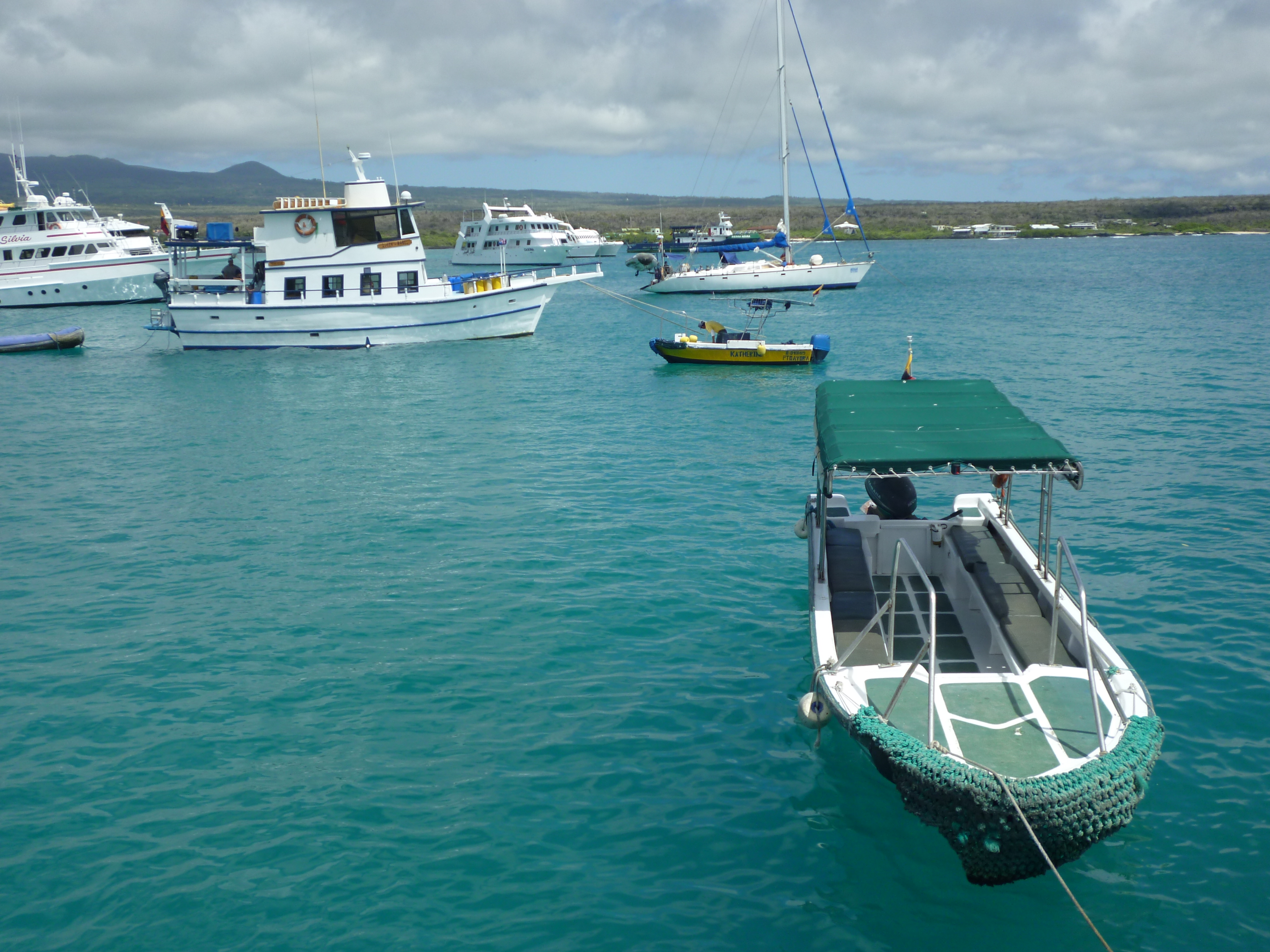
Táxi aquático em Puerto Ayora, nas Ilhas Galápagos

O táxi aquático ou barco-táxi é um modo de transporte hidroviário de passageiros, que se serve de embarcações de pequeno ou médio porte para efectuar travessias mediante o pagamento de uma contrapartida pecuniária. 
Ao contrário dos táxis terrestres, que não possuem trajeto e pontos de parada predefinidos, táxis aquáticos podem possuí-los ou não.

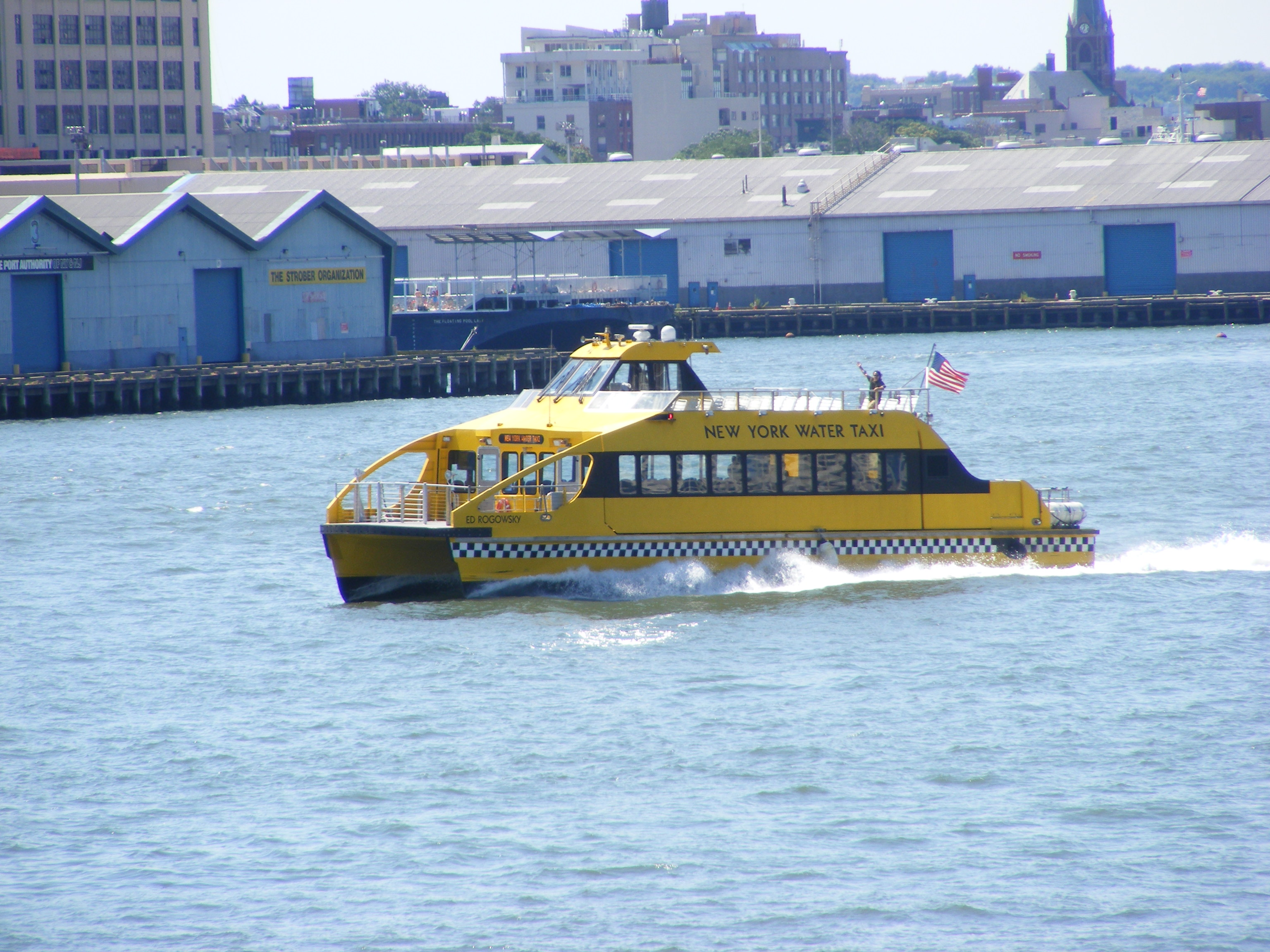
Táxi aquático em Nova Iorque

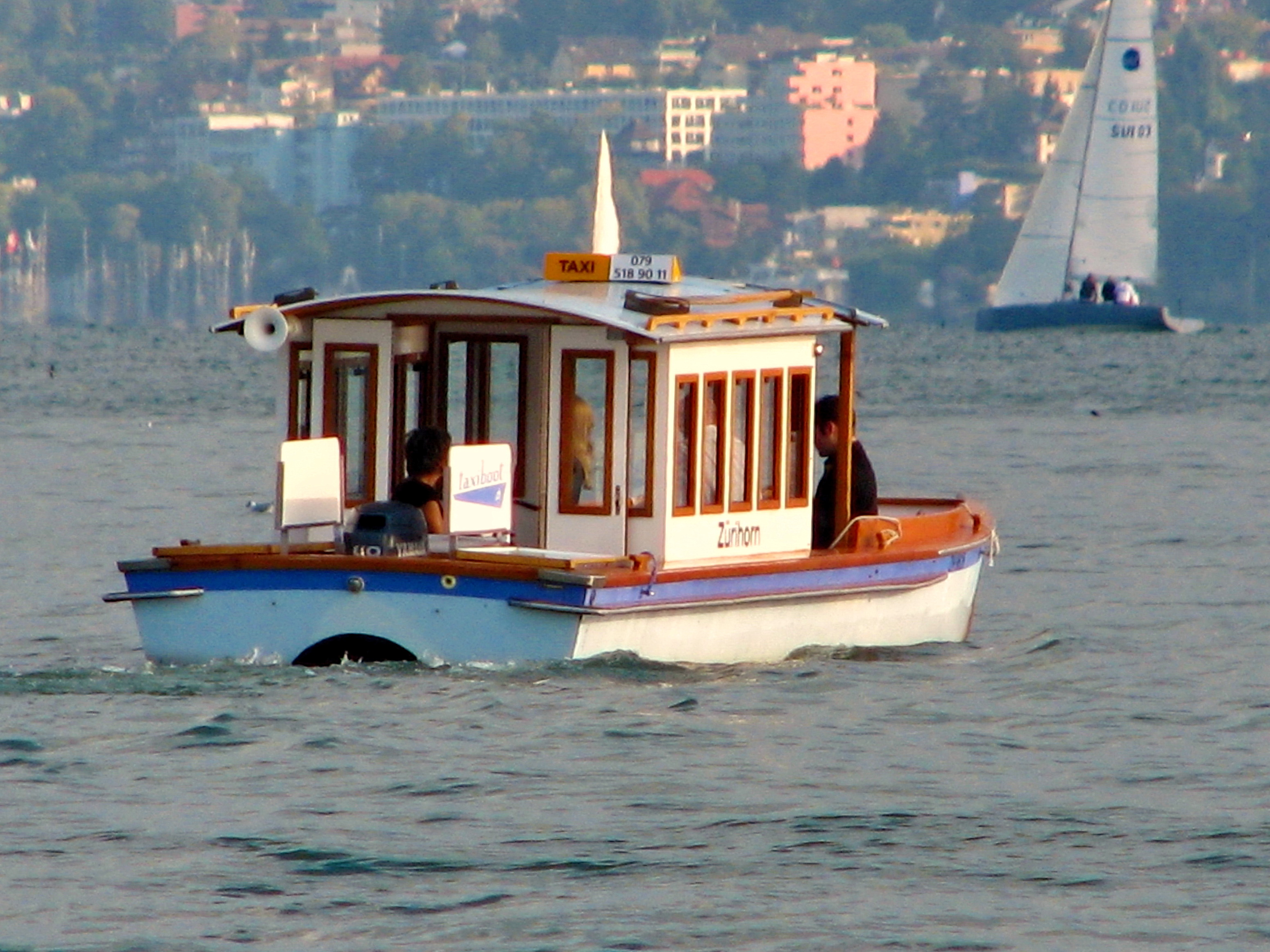
Táxi aquático no Lago de Zurique, na Suíça